# گارنیک سارکیسیان
گارنیک سارکیسیان (ارمنی: Գառնիկ Սարգիսեան زاده حلب) یک خواننده اهل ارمنستان است. وی به خاطر آهنگ‌های میهن‌پرستانه به زبان ارمنی اش را در سراسر دیاسپورای ارمنی شناخته می‌شود. وی یکی از حامیان بزرگ فدراسیون انقلابی ارمنی (ARF) می‌باشد.

## نگارخانه

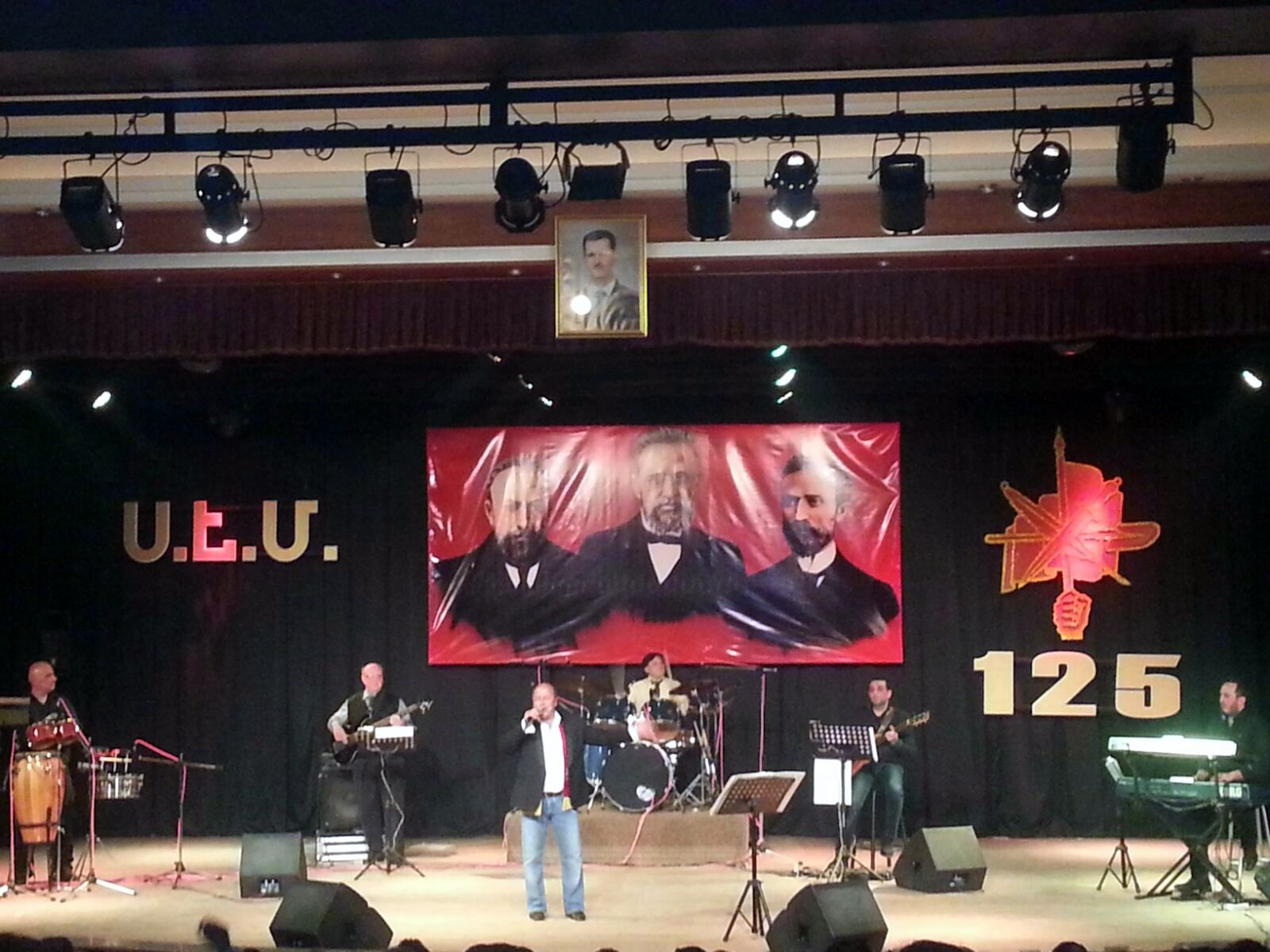

## آلبوم‌ها
- Housher (دو آلبوم، ۲۰۰۹)[۱]
- Lisbon Five
- Meghavore Tashnagtsutyun
- Ezkush Kordzir Hayasdanum
- Ver Gats Joghovourt
- Kharapaghi Engadznerin